# Dolci pianti
Dolci pianti är en romans (utan opusnummer) för cello, harpa och orkester komponerad av Johann Strauss den yngre. Den skrevs ursprungligen som en sång för mezzosopran, cello och harpa. Orkesterversionen spelades första gången den 18 augusti 1863 i Pavlovsk i Ryssland.

## Historia
För sin ryska sommarturné 1863 åtföljdes Johann Strauss för första gången av sin hustru Jetty Treffz. Hon var sångerska och paret hade gift sig 1862. Under tiden i Pavlovsk utanför Sankt Petersburg komponerade Strauss en sång till Jetty med titeln Dolci pianti (Söta tårar). Han meddelade sin förläggare Carl Haslinger om verket i ett brev skrivet i juni 1863: "Du kommer snart få en liten sång från mig som, skriven i Verdistil, är en bagatell". Den 8 juli försökte även Jetty göra reklam för verket i ett brev till Haslinger: "Min käre, käre Jeany-boy [Johann] har bedårat mig genom att skriva en sång till mig i italiensk stil, men en bra italiensk stil, och den blev så lyckad att den är blivande käpphäst. Sigismund Thalberg har också tonsatt texten men Jeanys verk är mycket, mycket bättre, mer vacker och mer belönande. Den är skriven för cello och harpa, och sjöngs utmärkt väl (naturligtvis!) av lilla mig. Skulle du vilja ha ensamrätt på detta verk, kanske tillägnad den ryske tsaren och nådigt accepterad av honom? Om så ber jag dig informera Jeany omedelbart och specificera hur många hundra du är villig att betala för den. Sången är för mezzosopran och kommer sälja som smör i solsken".
I ytterligare ett brev till Haslinger (16 augusti 1863) nämner Strauss verket igen: "Sången kommer inom kort vara hos dig. Jag kommer spela den för första gången vid min välgörenhetskonsert på tisdag (arrangerad för cello och harpa)...". Det första framförandet av verket i versionen för cello och harpa (med orkesterackompanjemang) ägde rum, som Strauss skrev, vid hans andra välgörenhetskonsert i Vauxhall Pavilion den 18 augusti 1863. Jetty skrev om konserten till Haslinger den 24 augusti: "en ny polkamazurka (Invitation à la Polka-Mazur op. 277) har orsakat uppståndelse och så gjorde även min sång, som Johann skrivit för cello, harpa och orkester; den får spelas gång på gång och ljuder absolut underbart. Sången, som nu har blivit en romans, har tillägnats hans höghet Dr Karell, livmedikus hos tsaren". Mellan premiären och den sista konserten för säsongen dirigerade Strauss stycket ytterligare sexton gånger. Det har tyvärr inte gått att fastställa vid vilken, om ens någon, konsert som sången, snarare än orkesterversionen, framfördes.
I Wien framfördes stycket första gången den 10 januari 1864 vid en konsert i Volksgarten. Tidningen Fremden-Blatt hade skrivit om verket som en nyhet, arrangerad som instrumental romans: "'Dolci pianti', sång i italiensk stil för cello och physharmonica [en stor harmonium] av Johann Strauss, ackompanjerad av honom på physharmonica". Haslinger gav aldrig ut sången eller arrangemanget som romans. I stället publicerade Strauss ryske förläggare A. Büttner verket i versioner för piano, och för cello och piano. Sångversionen överlevde i några få transkriptioner då originalet är borta.  

## Om verket
Speltiden är ca 2 minuter och 2 sekunder för sångversionen och ca 4 minuter och 11 sekunder för orkesterversionen plus minus några sekunder beroende på dirigentens musikaliska tolkning.

## Weblänkar
- Dolci pianti (orkester) i Naxos-utgåvan.
- Dolci pianti (sång) i Naxos-utgåvan.